# 成仏寺 (国東市)
成仏寺（じょうぶつじ）は、大分県国東市国東町成仏にある天台宗の寺院。山号は龍下山（りゅうげさん）。国の重要無形民俗文化財に指定されている修正鬼会（しゅじょうおにえ）が行われることで有名である。

## 概要
養老2年（718年）に仁聞によって開かれたと伝えられる古刹で、六郷満山の末山本寺であった。国東半島の北東部に位置する。本尊は不動明王。国東六郷満山霊場第二十九番。

## 修正鬼会
修正鬼会（しゅじょうおにえ）は、旧正月（1・2月）に六郷満山の寺院で行われる火祭り。祖先が姿を変えたとされる鬼がたいまつを持って集落を回る。現在では、成仏寺、岩戸寺（以上、国東市）、天念寺（豊後高田市）の3つの寺のみに残っており、成仏寺と岩戸寺とでは1年ごとに交互に催される。1977年5月17日に重要無形民俗文化財に指定されている。
成仏寺では、西暦で偶数年の旧正月5日に修正鬼会が行われる。2008年には、1200年を超えると伝えられる歴史の中で初めて開催日が変更され、2月10日（旧暦正月4日）に行われた。
2016年（平成28年）より成仏寺の鬼会は休止中である。

## 交通
- 鉄道・バス：JR九州日豊本線杵築駅下車。大分交通バス国東行きで国東バスターミナル下車、上成仏行きに乗り換え約25分成仏公民館前停留所下車。
- 自動車：大分自動車道速見ICから大分空港道路杵築IC、大分県道405号、大分県道652号経由